# Freedom Ship
Freedom Ship je zelo velika ladja oziroma plavajoče mesto, ki so jo predlagali v poznih 1990-ih. Ladja naj bi bila 1317 metrov dolga, na njej naj bi bilo prostora za okrog 50000 ljudi. Izpodriv naj bi bil okrog 3 milijone ton, okrog 5x več kot največja ladja kdajkoli zgrajena - Knock Nevis. Cena izgradnje naj bi bila okrog $11 milijard.
Ladja bi počasi plula po vseh oceanih in bi se ustavljala ob velih pristaniščih. Za pogon bi se uporabljali azipode. Možnost je tudi izvebda z letališko stezo na strehi ladje.